# 杜范
杜範（1182年—1245年），字成之，號立齋，黃岩杜家村人。
少年師從杜知仁，是朱熹的再传弟子。南宋嘉定元年（1208年）進士，歷官金壇縣尉，婺州司法參軍，安吉司理參軍，《宋史》称“杜範在下僚已有公辅之望”。端平二年（1235年）十二月，任監察御史，劾尚書右丞鄭清之，理宗不敢得罪郑党，貶杜範為起居郎。次年任太常少卿。嘉熙二年冬，任江西寧國知州。嘉熙四年六月，任吏部侍郎兼中書舍人。淳祐二年（1242年）六月，任端明殿學士、同簽樞密院事。淳祐四年（1244年）十二月，官右丞相兼樞密使，临安市民“欢呼载道”，逐史嵩之黨人劉晉之、鄭起潛等，次年上疏五事：“正治本，肅宮闈，擇人才，惜名器，節財用。”。淳祐五年（1245年）四月二十一日，病逝臨安，宋理宗諡清獻。葬於黃岩縣西70里靖化鄉黃杜嶺（今牌門）。著有《古律詩歌》5卷。黄震在《戊辰修史丞相杜範传》中说：“端平大坏之余，方得正人如杜公。”车若水《恸立斋先生》稱：“元元含望久，及是事方新。四海看更化，皇天忍误人。”有侄杜浒於宋亡後以身殉国。

## 延伸阅读
[在维基数据编辑]
 《宋史·卷407》，出自脱脱《宋史》